# SEPECAT Jaguar
Il SEPECAT Jaguar è un aereo da attacco al suolo bimotore a getto sviluppato in collaborazione tra Francia e Regno Unito negli anni sessanta. È stato uno dei maggiori programmi aeronautici anglo-francesi. È stato uno dei principali cacciabombardieri dell'Armée de l'air francese fino al 1º luglio 2005 (quando è stato sostituito dal Dassault Rafale) ed è stato impiegato dalla Royal Air Force britannica fino all'aprile 2007. È tuttora in servizio con le aeronautiche militari di alcuni stati dove è stato importato, tra cui la Bhartiya Vāyu Senā indiana e la Al Quwwat al-Jawwiya al-Sultanya al-Omanya dell'Oman.

## Storia
Il programma Jaguar venne avviato nei primi anni sessanta in risposta ad un requisito britannico (AST 362) per un addestratore avanzato supersonico a getto per sostituire il Folland Gnat T.1, e l'Hawker Hunter T.7. Nello stesso tempo, forniva la risposta ad una contemporanea esigenza francese per un velivolo economico utilizzabile sia come addestratore subsonico che come cacciabombardiere leggero (denominato ECAT= École de Combat et d'Appui Tactique), con buone prestazioni di decollo e atterraggio da piste corte ed in grado di sostituire il Fouga CM 170 Magister, il Lockheed T-33 Shooting Star e il Dassault MD 454 Mystère IV.
Dopo l'avvio dello sviluppo, entrambi i requisiti per l'addestratore francese e britannico cambiarono e portarono rispettivamente alla acquisizione dell'Alpha Jet e dell'Hawker Siddeley Hawk. Nel frattempo la RAF emise un nuovo requisito per il Jaguar, che si voleva in grado di sostituire il McDonnell Douglas F-4 Phantom II GR.2 nel ruolo Close Air Support, ricognizione tattica e cacciabombardiere tattico. Anche i francesi emisero un nuovo requisito richiedendo una versione imbarcata su portaerei che avrebbe dovuto sostituire il Dassault Étendard IV dell'Aéronavale. Da questi richieste evidentemente dissimili nacque uno studio per un velivolo completamente diverso da quello impostato in partenza, che alla fine portò ad un aereo dalla tecnologia relativamente elevata, supersonico e ottimizzato per l'attacco al suolo in ambiente caratterizzato da un alto livello di minaccia.
Il nome Jaguar venne scelto in quanto, utilizzabile in entrambe le lingue, rappresentava un sunto delle caratteristiche richieste alla macchina: un predatore temibile, capace di colpire con rapidità e con esiti letali.
Venne così costituita, da Bréguet Aviation e British Aircraft Corporation la SEPECAT, Societé Européenne de Production de l'avion ECAT.
Negli anni successivi vicende societarie portarono la Bréguet a confluire nella Dassault Aviation e la BAC a far parte della British Aerospace (BAe).
Gli accordi fra le compagnie prevedevano la costruzione in Gran Bretagna di ali, prese d'aria, tronco posteriore della fusoliera e impennaggi, mentre in Francia vengono realizzati le rimanenti componenti della cellula. Il montaggio degli aerei avveniva in entrambi i paesi, a seconda delle rispettive necessità.
Analogamente, per la produzione dei propulsori, venne costituita la Rolls-Royce Turboméca Ltd., che sviluppò appositamente la turboventola RT.172 Adour.

## Descrizione tecnica

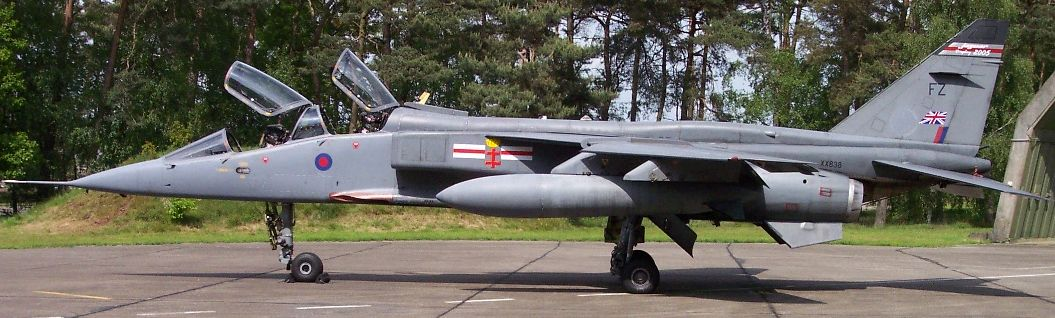
Jaguar T.2 della RAF

Il primo volo di un prototipo del Jaguar (esemplare prodotto in Francia, monoposto) risale al 9 gennaio 1968: la macchina si presenta come un elegante monoplano bireattore, con ala alta, a freccia e prese d'aria rettangolari ai lati della fusoliera.
Le caratteristiche scelte, rispondono ovviamente alle necessità evidenziate in sede di richiesta:
- il carrello d'atterraggio triciclo anteriore, equipaggiato con gomme a bassa pressione, garantisce la possibilità di operare da basi secondarie;
- l'ala alta consente l'adozione di piloni esterni per il trasporto di carichi subalari (armamento o serbatoi supplementari di carburante);
- le caratteristiche STOL sono garantite dall'inclinazione dell'asse dei motori, che seppure in misura limitata riducono lo spazio necessario al decollo, e da ipersostentatori sul bordo alare.

Il tronco posteriore del velivolo, caratterizzato dalla presenza dei corti postbruciatori delle due turboventole Adour, ricorda decisamente quello del McDonnell Douglas F-4 Phantom II (di 10 anni più anziano). Sotto alla fusoliera posteriore si trovano una coppia di pinne stabilizzatrici ed una coppia di aerofreni subito dietro ai carrelli principali a ruota doppia.
L'abitacolo, a seconda delle versioni, è monoposto o biposto con i membri dell'equipaggio disposti in tandem su seggiolino eiettabile.
Nel corso della sua vita operativa, il Jaguar rimane sostanzialmente invariato: le uniche modifiche di un certo rilievo riguardano la sagoma del muso (che varia in funzione della strumentazione in dotazione, sulla base dei compiti previsti) e l'installazione di piloni alari d'estradosso, destinati generalmente ad ospitare missili AAM (Matra R550 Magic o AIM-9 Sidewinder).
Per aumentare l'autonomia il Jaguar può portare serbatoi di carburante ai piloni alari interni e ventrale, inoltre le versioni monoposto hanno capacità di rifornimento in volo tramite una sonda retrattile sul lato destro del muso.

## Armamento
L'armamento fisso del Jaguar è costituito da due cannoni da 30mm sotto alla fusoliera anteriore, ADEN per le versioni inglesi e DEFA 550 per quelle francesi.
Ai piloni alari e ventrale possono essere installate una varietà di armi, ad ogni pilone alare interno fino a tre bombe da 250 kg o due da 500 kg, anche a grappolo o guidate, oppure due lanciarazzi o un missile aria-terra AS-30 o AS-37 (solo per gli aerei francesi). Al pilone ventrale possono essere installate le stesse armi, oppure pod con apparecchiature da ricognizione o per il puntamento di armi a guida laser. I piloni alari esterni hanno capacità di carico più limitata, possono essere installati una bomba da 250 kg o 500 kg oppure un lanciarazzi, ma più frequentemente un missile Magic o Sidewinder oppure un pod da contromisure elettroniche o contenente lanciatori di Chaff e flare.
Alcune versioni hanno un pilone alare d'estradosso su ogni semiala, usato generalmente per un missile Magic o Sidewinder. Questa insolita disposizione dell'armamento difensivo consente di mantenere inalterato il numero dei piloni sub-alari disponibili per alloggiare altri carichi esterni, a fronte di una riduzione minima delle prestazioni velocistiche.

## Livree
- RAF

I Jaguar della RAF avevano la livrea standard NATO con le superfici superiori e laterali a chiazze verde scuro FS34079 e grigio scuro FS36118 e tutte le superfici inferiori grigio chiaro FS36357.
A fine anni settanta venne introdotta una livrea a chiazze verde scuro FS34079 e grigio scuro FS36118 estesa a tutto l'aereo.
Durante le manovre NATO in Norvegia la livrea dei Jaguar e degli Harrier veniva modificata riverniciando in bianco le parti normalmente verdi.
I Jaguar impiegati durante la prima guerra del Golfo avevano una livrea interamente rosa deserto.
A metà degli anni novanta venne introdotta per i Jaguar e gli Harrier una nuova livrea con le superfici superiori grigio scuro FS36118 e tutto il resto grigio medio FS36270.
I Jaguar impiegati per le operazioni sui Balcani e quelli rischierati in Turchia per la prevista operazione Telic avevano una livrea interamente grigio chiaro FS36357.
- Armée de l'Air

I Jaguar della Armée de l'Air avevano la livrea standard NATO con le superfici superiori e laterali a chiazze verde scuro FS34087 e grigio scuro FS36110 e tutte le superfici inferiori grigio chiaro.
Per le operazioni in Africa veniva adottata una livrea desertica con le superfici superiori e laterali a chiazze marrone scuro FS30257 e sabbia FS33695 e tutte le superfici inferiori grigio chiaro.
Sui Jaguar impiegati durante la prima guerra del Golfo vennero provate altre livree desertiche a chiazze estese a tutto l'aereo, marrone scuro e grigio chiaro oppure marrone chiaro e sabbia.
- Aéronavale

La livrea dell'unico Jaguar M era quella usata per tutti gli aerei imbarcati con blu scuro FS35042 su tutte le superfici superiori e laterali e bianco FS37780 per tutte le superfici inferiori.
- Ecuador

I Jaguar ecuadoregni avevano la livrea usata inizialmente dalla RAF con le superfici superiori e laterali a chiazze verde scuro FS34079 e grigio scuro FS36118 e tutte le superfici inferiori grigio chiaro FS36357.
- India

I Jaguar indiani avevano la livrea della RAF a chiazze verde scuro FS34079 e grigio scuro FS36118 estesa a tutto l'aereo.
I Jaguar IM hanno una livrea a chiazze di blu chiaro e blu scuro estesa a tutto l'aereo.
- Nigeria

I Jaguar nigeriani avevano una livrea a chiazze verde chiaro, verde scuro e sabbia estesa a tutto l'aereo.
- Oman

I Jaguar omaniti avevano una livrea desertica a chiazze marrone e sabbia estesa a tutto l'aereo.

## Impiego operativo

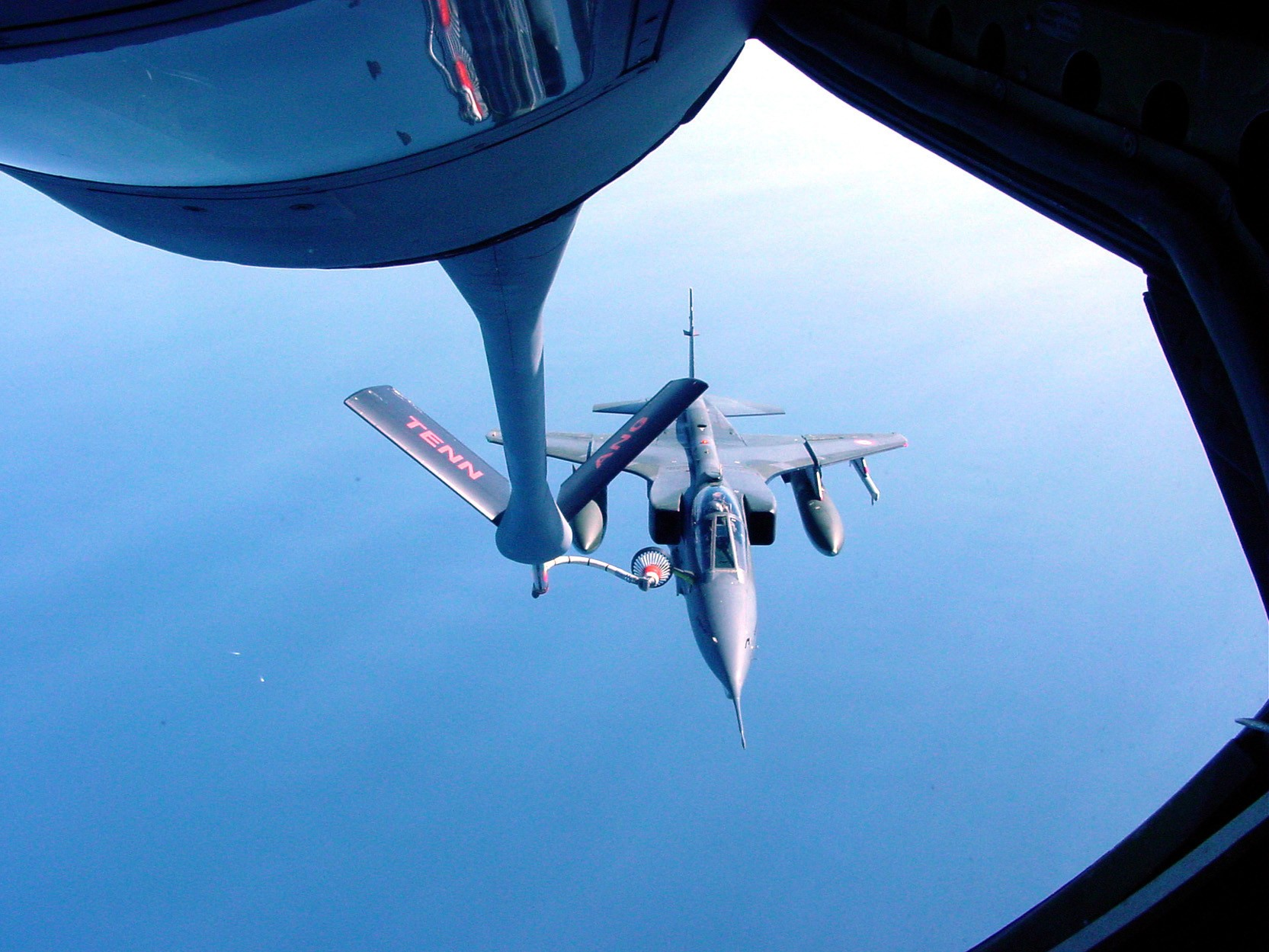
Un Jaguar A francese nel corso delle operazioni di rifornimento in volo, durante una missione nei Balcani.

Il Jaguar si è rivelato un eccellente bombardiere leggero, in grado di trasportare una considerevole quantità di carico bellico in missioni di lungo raggio. Il limite principale dell'aereo consisteva nella mancanza, almeno iniziale, di un radar frontale: tale limitazione si rifletteva sulla necessità di operare in condizioni di buona visibilità.
Tale limite è stato superato, nelle ultime versioni disponibili, tramite l'utilizzo del sistema radar Agave che ha consentito di proporre il Jaguar anche per ruoli antinave in combinazione con i missili aria-superficie Sea Eagle.

### Francia
L'impiego nell'Armée de l'Air ha visto il Jaguar ricoprire ruoli di appoggio tattico classico e di attacco di precisione (grazie alla possibilità di utilizzare armi a guida laser come il missile AS-30).
Grazie alla sua versatilità, frutto della possibilità di alloggiare nei piloni alari e ventrale gli armamenti più disparati, il Jaguar è stato destinato negli anni anche a ruoli di guerra elettronica o di attacchi anti radar.
Il primo Jaguar E compì il primo volo il due novembre 1971, l'anno seguente due Jaguar A e cinque Jaguar E vennero assegnati al Centre d'Experiences Aériennes Militaires (CEAM) di Mont-de-Marsan, incaricato dello studio e della sperimentazione delle tattiche d'impiego dei nuovi aerei in servizio.
Il primo reparto operativo a ricevere i Jaguar fu l'EC 1/7 (1er Escadron della 7me Escadre de chasse) sulla base di Saint Dizier il 24 maggio 1973 in sostituzione dei Dassault MD 454 Mystère IV.
Seguirono l'EC 3/7 il 14 marzo 1974 e l'EC 2/7 il primo maggio.
L'EC 1/7 e 3/7 avevano come compito il bombardamento tattico nucleare con bombe AN-52., ruolo mantenuto fino al 1993, l'EC 2/7 era prevalentemente un reparto d'addestramento, ma in caso di guerra ne era previsto l'impiego operativo nello stesso ruolo.
A differenza della RAF, l'Armée de l'Air non aveva un reparto dedicato alla conversione operativa per i piloti di Jaguar, questa parte dell'addestramento veniva eseguita dai reparti operativi usando dei Jaguar E assegnati allo scopo.
Il sette febbraio 1975 i Jaguar vennero consegnati all'EC 3/11 che era una forza di reazione rapida da inviare ovunque nel mondo per difendere gli interessi francesi.
Nell'ottobre del 1975 venne equipaggiato con Jaguar l'EC 1/11 che aveva come compito l'appoggio tattico in caso di guerra in Europa.
Il tre novembre 1976 sulla base di Toule-Rosieres venne equipaggiato con Jaguar l'EC 2/11, un reparto dedicato alle missioni SEAD, per questo motivo i suoi Jaguar avevano un telemetro laser Thomson-CSF TAV-38 sotto al muso, la configurazione d'armamento prevedeva un missile AS-37 Martel al pilone ventrale e pod ECM ai piloni alari esterni.
Per alcuni mesi tra il 1977 ed il 1978 alcuni Jaguar dell'EC 11 vennero rischierati in Senegal per azioni contro i guerriglieri del Fronte Polisario nella regione del Sahara Occidentale, nel corso di queste missioni, denominate dall'Armée de l'Air operazione Lamantin, tre Jaguar vennero abbattuti da fuoco da terra.
Il primo agosto 1978 l'EC 4/11 di Bordeaux ricevette i Jaguar in sostituzione dei North American F-100 Super Sabre, anche questo reparto era una forza di reazione rapida, come l'EC 4/7 costituito il primo aprile 1980.
I Jaguar del l'Armée de l'Air sono stati impiegati a più riprese nel teatro centrafricano del Ciad in appoggio alle truppe governative impegnate contro i ribelli appoggiati dalla Libia che operavano nel nord.
All'inizio del 1978 l'Armée de l'Air iniziò l'operazione Tacud che consisteva in attacchi al suolo contro i ribelli, durante una di queste missioni il 31 maggio un Jaguar venne abbattuto da un missile SA-7 Grail, altri tre andarono persi durante l'anno.
A seguito del successo da parte dei ribelli che arrivarono a controllare il nord del Ciad, i francesi ritirarono parte delle proprie forze nel 1980.
Nel 1983 ripresero le ostilità tra i ribelli e le forze governative, i Jaguar dell'Armée de l'Air vennero nuovamente impiegati in attacchi al suolo contro i ribelli, un aereo venne abbattuto da cannoni antiaerei da 23mm nel gennaio 1984 ed un altro andò perso per un incidente a maggio, poco prima del ritiro delle forze francesi dal Ciad.
All'inizio del 1986 a seguito della costruzione da parte dei ribelli di una base aerea a Wadi Doum per l'aviazione libica, l'Armée de l'Air iniziò l'operazione Epervier, i Jaguar ed altri aerei rischierati presso l'Aeroporto di Bangui, nella Repubblica Centrafricana, eseguirono un attacco alla base il 16 febbraio mettendone fuori uso la pista, poi vennero impiegati prevalentemente in missioni di sorveglianza, in una di queste andò perso un Jaguar.
Nel gennaio 1987 i Jaguar attaccarono con missili AS-37 le postazioni radar dei ribelli presso la base, poco dopo venne raggiunto un accordo per il cessate il fuoco con le forze governative.
Una trentina di Jaguar A vennero modificati per impiegare un pod illuminatore laser ATLIS (Automatic Tracking Laser Illumination System) al pilone ventrale e missili AS-30L e bombe a guida laser ai piloni alari interni.
A seguito dell'invasione del Kuwait da parte dell'Iraq, l'Armée de l'Air avviò l’Operazione Daguet, cioè la partecipazione francese alla prima guerra del Golfo, i primi otto Jaguar A dell'EC 11 arrivarono tra il 15 ed il 17 ottobre 1990 alla base saudita di Al Ahsa, alcuni piloti erano veterani delle operazioni in Ciad.
Inizialmente per decisione del governo francese l'Armée de l'Air limitò le operazioni al Kuwait, il 15 gennaio 1991, primo giorno di guerra, dodici Jaguar attaccarono un deposito di missili SS-1 Scud nella base aerea Ahmed al Jaber in Kuwait con bombe da 250 kg e bombe a grappolo Belouga, un Jaguar venne colpito alla fusoliera posteriore da un missile SA-7 Grail ed un altro da un proiettile d'artiglieria contraerea ma entrambi riuscirono a rientrare alla base di Jubail nel nord dell'Arabia Saudita.
Seguirono molte altre missioni di attacco ad obiettivi iracheni in Kuwait, in una di queste il 22 gennaio i Jaguar dell'Armée de l'Air danneggiarono con missili AS-30L tre navi irachene in una base navale.
Con l'offensiva di terra in febbraio il governo francese estese le operazioni dell'Armée de l'Air al territorio iracheno, i Jaguar parteciparono agli attacchi alle truppe irachene, ai loro centri di comando ed alle vie di comunicazione allo scopo di isolare le forze irachene in Kuwait dall'Iraq.
I Jaguar dell'Armée de l'Air rientrarono in Francia a marzo dopo avere compiuto complessivamente 615 sortite senza perdite.
I Jaguar dell'Armée de l'Air vennero impiegati nelle guerre jugoslave e nella guerra del Kosovo iniziando nel 1993 con il rischieramento di otto Jaguar dell'EC 3/11 sulla base di Istrana presso Treviso.
Contemporaneamente i Jaguar ed altri aerei dell'Armée de l'Air vennero nuovamente impiegati in Africa, stavolta in Ruanda in seguito al genocidio dei Tutsi.
Gli ultimi aerei in servizio per l'Armée de l'Air sono stati ritirati il 1º luglio 2005.
I Jaguar francesi erano inquadrati in diversi squadroni:
| Versione | Escadron            | Periodo   | Localizzazione      | Missione principale                                      |
| -------- | ------------------- | --------- | ------------------- | -------------------------------------------------------- |
| A        | EC 1/7 Provence     | 1973-2005 | BA 133 Saint-Dizier | attacco nucleare fino al 1993, poi attacco convenzionale |
| E        | EC 2/7 Argonne      | 1974-2001 | BA 133 Saint-Dizier | addestramento                                            |
| A        | EC 3/7 Languedoc    | 1973-2001 | BA 133 Saint-Dizier | attacco nucleare fino al 1993, poi attacco convenzionale |
| A        | EC 4/7 Limousin     | 1980-1989 | BA 125 Istres       | attacco nucleare                                         |
| A        | EC 1/11 Roussillon  | 1976-1994 | BA 136 Toul         | attacco convenzionale                                    |
| A        | EC 2/11 Vosges      | 1976-1996 | BA 136 Toul         | guerra elettronica                                       |
| A        | EC 3/11 Corse       | 1975-1997 | BA 136 Toul         | attacco convenzionale                                    |
| A        | EC 4/11 Jura        | 1979-1992 | BA 106 Bordeaux     | attacco convenzionale                                    |
| A        | EC 3/3 Ardennes     | 1977-1987 | BA 133 Nancy        | attacco anti-radar                                       |
| E        | CITac 339 Aquitaine | 1988-2001 | BA 116 Luxeuil      | addestramento                                            |

### Regno Unito

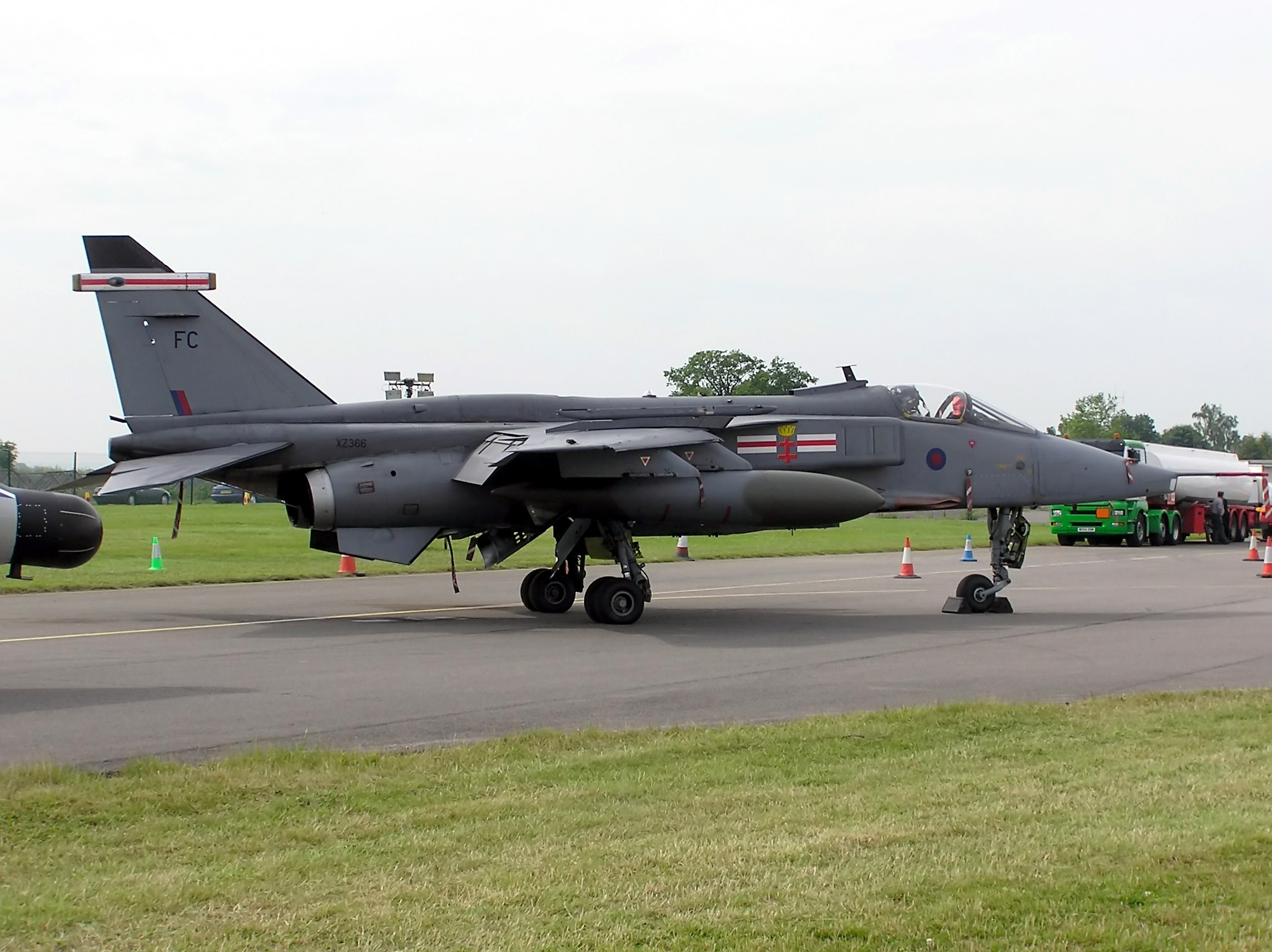
Un Jaguar GR.3A della RAF

Tramontata l'ipotesi dell'utilizzo nel ruolo di addestratore, la RAF utilizzò il Jaguar per compiti di bombardamento tattico. Le macchine in versione biposto sono state utilizzate per la conversione operativa dei piloti.
Il 13 settembre 1973 i primi Jaguar GR.1 vennero consegnati sulla base di Lossiemouth al Jaguar Conversion Team (JCT), un reparto costituito appositamente per l'addestramento dei primi piloti e del personale tecnico.
Il 5 giugno 1974 sulla stessa base venne costituito il No 54 Squadron come primo reparto operativo su Jaguar.
Il primo Jaguar T.2 (matricola XX137) venne consegnato al JCT nel settembre 1974.
Sempre sulla base di Lossiemouth il mese successivo venne costituito il No 226 OCU dedicato alla conversione operativa per i piloti di Jaguar. Questo reparto aveva sia Jaguar T.2 che GR.1 e venne in seguito suddiviso in due Squadron di cui era previsto anche l'impiego operativo se necessario.
Oltre che al No 226 OCU vennero assegnati due Jaguar T.2 all'Airplane & Armament Experimental Establishment (A&AEE) di Boscombe Down, che è un reparto sperimentale della RAF incaricato di collaudare nuovi velivoli e sistemi di bordo, due (XX835 e ZB615) alla Defense Research Agency (DRA) di Farnbourough, due (XX915 e XX916) all'Empire Test Pilot School (EPTS), che è una scuola per piloti collaudatori, entrambi persi in incidenti negli anni ottanta e sostituiti da altri due (XX145 e XX830), ed almeno uno ad ogni Squadron operativo.
A novembre il No 6 Squadron, precedentemente su McDonnell Douglas F-4 Phantom II, venne trasferito sulla base di Coltishall e riequipaggiato coi primi Jaguar dotati di telemetro laser nel muso. Era una forza di reazione rapida da inviare ovunque nel mondo per difendere gli interessi britannici.
Il 7 aprile 1975 venne costituito il primo reparto operativo in Germania, il No 14 Squadron sulla base di Bruggen, seguito dal No 17, il compito di entrambi era appoggio tattico, ricognizione tattica e, se necessario in caso di guerra, bombardamento nucleare tattico, unici aerei monoposto a ricoprire questo ruolo tra le file della RAF.
Il 26 ed il 27 aprile 1975 un Jaguar GR.1 (matricola XX109) venne impiegato in alcune prove di atterraggio con parafreno e decollo da un tratto chiuso dell'autostrada M55 nei pressi di Blackpool, prove simili vennero eseguite all'A&AEE di Boscombe Down su alcuni raccordi tra piste ed in Germania da quattro Jaguar del No 31 Squadron su un tratto chiuso d'autostrada presso Brema.
In seguito in Germania vennero costituito il No 31 Squadron sulla base di Bruggen ed il No 2 Squadron sulla base di Laarbruch che venne destinato specificamente alla ricognizione tattica, lasciando ai tre Squadron di Bruggen gli altri ruoli.
Contemporaneamente venne costituito sulla base di Coltishall il No 41 Squadron dedicato alla ricognizione tattica, in caso di guerra in Europa ne era previsto il rischieramento in Norvegia.
Il 28 febbraio 1977 a Bruggen il No 20 Squadron sostituì i propri Harrier GR.3 coi Jaguar completando lo schieramento previsto dalla RAF di tre Squadron operativi su Jaguar in patria e cinque in Germania.
In caso di guerra in Europa i piani della RAF prevedevano di impiegare gli Harrier molto vicino al fronte da piste improvvisate sfruttandone le capacità STOL, i Jaguar suddivisi in piccoli gruppi da basi avanzate o tratti di autostrade ed i bombardieri Blackburn Buccaneer e Avro 698 Vulcan da basi nelle retrovie.
Negli anni ottanta i Jaguar iniziarono ad essere sostituiti dai Tornado.
Il primo impiego bellico dei Jaguar della RAF avvenne nella prima Guerra del golfo.
A seguito dell'invasione del Kuwait da parte dell'Iraq, la RAF avviò l'operazione Granby, l'undici agosto 1990 i primi dodici Jaguar GR.1A dalla base di Coltishall vennero trasferiti sulla base di Thumrait in Oman.
Durante tutta la guerra i Jaguar, i piloti ed i tecnici impiegati provenivano da diversi reparti ma il distaccamento dipendeva dalla base di Coltishall.
Il 15 gennaio 1991, primo giorno di guerra, quattro Jaguar GR.1A attaccarono delle caserme dell'esercito iracheno in Kuwait con due bombe da 454 kg l'uno.
Seguirono molte altre missioni di attacco ad obiettivi iracheni sia in Kuwait che in Iraq.
La configurazione d'armamento utilizzata per la maggior parte delle missioni includeva missili AIM-9L ai piloni d'extradosso, un pod ECM AN/ALQ-101 ed un pod lanciatore di chaff Phimat.
Il 26 gennaio i Jaguar ed i Tornado della RAF attaccarono le batterie costiere irachene di missili antinave Silkworm sulla costa del Kuwait come parte del diversivo per simulare la preparazione di uno sbarco.
Il 30 gennaio i Jaguar della RAF attaccarono alcuni mezzi da sbarco iracheni presso la costa del Kuwait affondandone tre con razzi non guidati, lo stesso giorno altri otto Jaguar attaccarono batterie d'artiglieria a nord di Kuwait City ed altri cinque un centro di comando iracheno.
Il giorno seguente i Jaguar della RAF in collaborazione con bombardieri Grumman A-6 Intruder dell'US Navy affondarono un altro mezzo da sbarco iracheno già danneggiato da un missile BAe Sea Skua lanciato dall'HMS Gloucester.
Il 3 febbraio i Jaguar della RAF attaccarono le truppe irachene sull'isola di Faylakah come preparazione allo sbarco delle truppe irachene che la riconquistarono, quest'operazione non era molto importante da un punto di vista strettamente militare ma lo era da un punto di vista simbolico perché era la prima parte di territorio kuwaitiano liberata.
Con l'offensiva di terra i Jaguar della RAF parteciparono agli attacchi alle truppe irachene, ai loro centri di comando ed alle vie di comunicazione allo scopo di isolare le forze irachene in Kuwait dall'Iraq.
Nello stesso periodo alcuni Jaguar dotati di pod da ricognizione al pilone ventrale parteciparono alla ricerca delle rampe di lancio mobili dei missili Scud.
I Jaguar della RAF rientrarono a Coltishall a marzo dopo avere compiuto complessivamente 618 sortite senza perdite, sganciando 750 bombe e 393 bombe a grappolo e sparando 608 razzi non guidati e 9600 proiettili da 30mm.
Nel settembre 1991 otto Jaguar GR.1A vennero trasferiti sulla base di Incirlik in Turchia per l'operazione Warden avente lo scopo di fermare lo sterminio dei curdi da parte dell'esercito iracheno e consentire la distribuzioni di aiuti umanitari. I Jaguar vennero impiegati in missioni di ricognizione fino all'aprile 1993 quando vennero sostituiti dagli Harrier.
In seguito i Jaguar, come altri aerei della RAF, vennero impiegati nelle guerre jugoslave e nella guerra del Kosovo.
L'impegno della RAF per le operazioni NATO nei Balcani iniziò il 16 luglio 1993 con il rischieramento di dodici Jaguar GR1.A sulla base di Gioia del colle in Puglia per partecipare all'operazione Deny Flight sulla Bosnia.
Nel 1994 durante l'operazione Blue Sword i Jaguar della RAF compirono due attacchi contro le forze corazzate serbe presso Sarajevo ed uno contro la base aerea di Udbina in Serbia, tutti con bombe non guidate da 454 kg.
Nel 1995 durante l'operazione Deliberate Force i Jaguar GR.3 del No 54 Squadron vennero impiegati per illuminare i bersagli per le bombe a guida laser sganciate dagli Harrier GR.7.
Durante una queste missioni il 21 giugno un Jaguar precipitò nell'Adriatico, probabilmente per problemi ai motori, il pilota si lanciò e venne recuperato.
Nel 2003 alcuni Jaguar GR.3 del No 6 Squadron vennero trasferiti sulla base di Incirlik in previsione dell'invasione dell'Iraq denominata dalla RAF operazione Telic, ma non vennero impiegati perché il governo turco negò l'utilizzo delle proprie basi per questa guerra.
Gli ultimi Jaguar britannici sono stati radiati il 31 maggio 2007.

### Ecuador
Dieci Jaguar ES e due EB vennero consegnati a partire dal gennaio 1977 al No 21 Ala de Combate sulla base di Taura presso Guayaquil dove sostituirono i Gloster Meteor F.8.
È probabile che anche i Jaguar siano stati impiegati in una guerra di frontiera col Perù iniziata il 26 gennaio 1995 e durata circa un mese.

### India
Il 19 luglio 1979 vennero consegnati al No 14 Squadron “Bulls” di base a Ambala nel nord dell'India i primi Jaguar in prestito dalla RAF per iniziare l'addestramento dei piloti.
Nel febbraio 1981 i primi Jaguar prodotti dalla Bae vennero consegnati al No 5 Squadron “Tuskers” di base a Ambala.
I primi Jaguar prodotti dalla HAL vennero consegnati all'inizio del 1985 al No 27 Squadron “Flaming Arrows”.
Nell'ottobre 1986 il No 16 Squadron “Cobras” di base a Gorakhpur sostituì i bombardieri English Electric Canberra coi Jaguar.
Nel 1987 il No 6 Squadron “Dragons” di base a Poona ricevette i primi Jaguar IM.
La Bhartiya Vāyu Senā, l'aeronautica militare indiana, ha utilizzato i propri Jaguar tra il 1987 ed il 1990 in azioni contro le Tigri Tamil nello Sri Lanka e nel 1999 nella guerra del Kargil, contro il Pakistan.
Sui circa 120 esemplari superstiti è in corso un aggiornamento con il programma DARIN III, che prevede l'aggiornamento di strumentazione, avionica, armamenti e motori.

### Nigeria
I primi quattro Jaguar vennero consegnati a maggio del 1984, tutti gli altri seguirono entro l'anno, andando a sostituire i MiG-17 di un gruppo di volo sulla base di Makurdi nel centro-sud della Nigeria.
Almeno quattro Jaguar sono andati persi per incidenti.

### Oman
I primi dieci Jaguar OS e due OB vennero consegnati tra marzo 1977 e luglio 1978 al No 8 Squadron di base sull'isola di Masirah presso le coste dell'Oman.
I Jaguar rimanenti, altri dieci Jaguar OS e due OB, vennero consegnati nel 1983 ed assegnati al No 20 Squadron, questi aerei avevano motori Dash 58 ed erano predisposti per impiegare missili Magic ai piloni d'extradosso, in seguito vennero modificati per impiegare gli AIM-9P dai piloni alari esterni.
Nonostante l'adesione dell'Oman alla coalizione durante la prima Guerra del Golfo, i Jaguar omaniti non vennero impiegati durante la guerra.

## Versioni
- Jaguar A: monoposto, da bombardamento; variante utilizzata dall'Armée de l'Air (2 prototipi e 160 esemplari prodotti);
- Jaguar B (o T.2): biposto, da addestramento ma impiegabile anche per bombardamento con un solo cannone sul lato sinistro e privo di capacità di rifornimento in volo; variante impiegata dalla RAF per la conversione operativa dei piloti (1 prototipo e 38 esemplari prodotti);
  - T.2A: aggiornamento della versione T2, con avionica della successiva versione S (14 conversioni di esemplari T.2);
  - T.2B: 2 esemplari T.2A forniti di tecnologia di puntamento per l'impiego di ordigni a guida laser;
  - T.4: aggiornamento dell'avionica (definizione di fabbrica Jaguar 96) degli esemplari T.2A;
- Jaguar E : biposto, da addestramento derivato dall'A privo di capacità di rifornimento in volo e con avionica semplificata; impiegato dall'Armée de l'Air (2 prototipi e 40 esemplari prodotti);.
- Jaguar S (o GR.1): monoposto, da bombardamento; è facilmente distinguibile dall'A per la diversa forma del muso contenente un telemetro laser Ferranti ARI 23231 e la presenza di due antenne per il Radar warning receiver (RWR) sulla deriva, simili a quelle dell'Hawker Siddeley Harrier e del Panavia Tornado; utilizzato dalla RAF (165 esemplari);
  - GR.1A: aggiornamento di 75 esemplari della versione GR.1 (radar di navigazione, contromisure elettroniche, adattamento all'utilizzo di missili AIM-9 Sidewinder e pod ECM Westinghouse AN/ALQ-101 ai piloni alari esterni);
  - GR.1B: 10 GR.1 modificati con strumentazione di puntamento per ordigni a guida laser;
  - GR.3: aggiornamento dell'avionica (Jaguar 96) degli esemplari GR.1A/B;
  - GR.3A: ulteriore aggiornamento dell'avionica (definito Jaguar 97) per i GR.3: adozione di sistemi GPS e TERPROM (Terrain Profile Matching);
- Jaguar M: monoposto, da bombardamento; 1 prototipo costruito su richiesta dell'Aéronavale per valutare lo sviluppo di una versione imbarcata; aveva carrello rinforzato, gancio d'arresto sotto alla fusoliera posteriore ed un attacco per la catapulta sotto alla fusoliera anteriore; compì il primo volo il 14 novembre 1969, nonostante i buoni risultati delle prove condotte a bordo della portaerei Clemenceau nel luglio e poi nell'ottobre del 1970 l'Aéronavale scelse il Dassault Super Étendard;

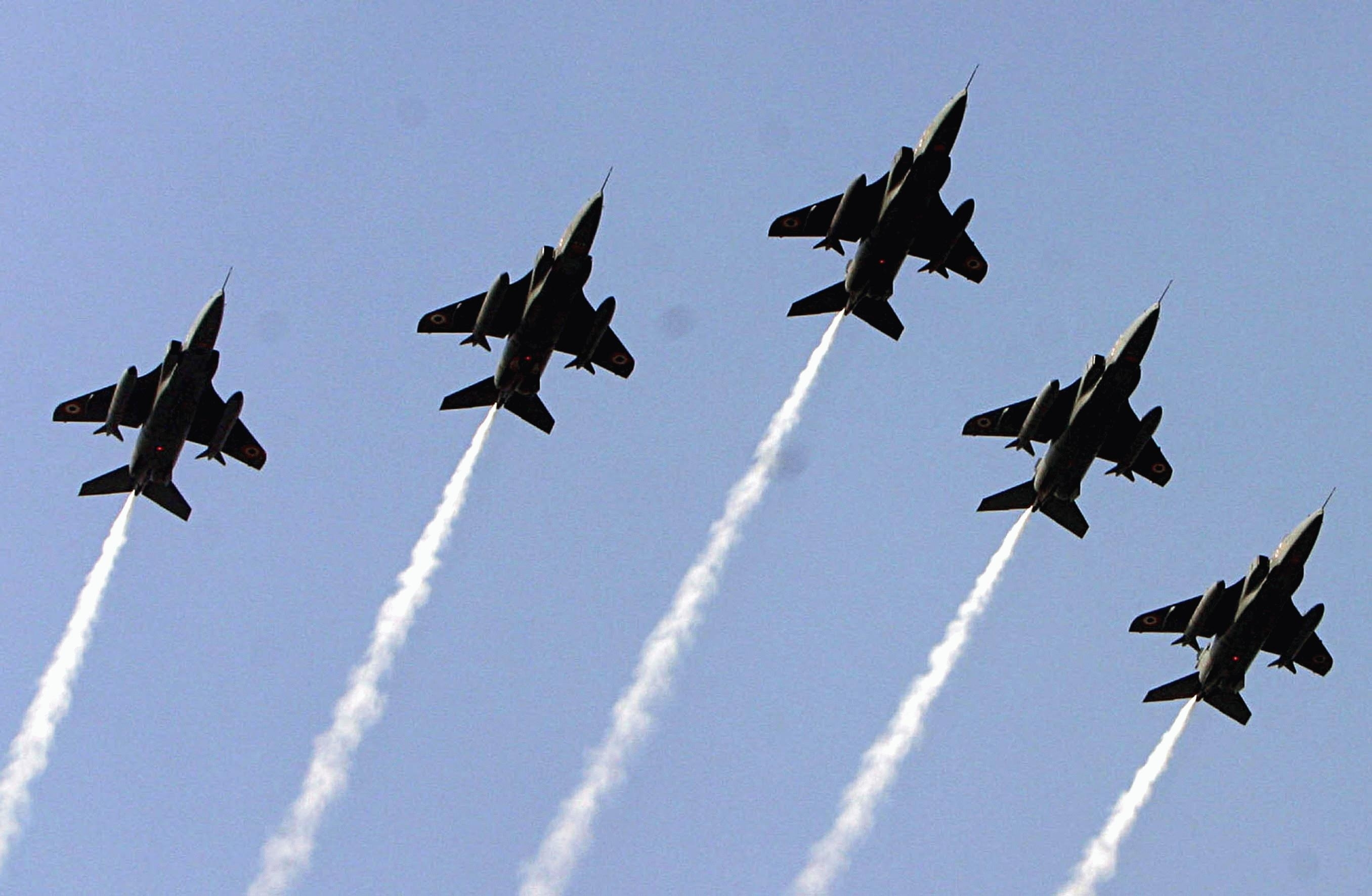
Jaguars della IAF

- Jaguar International: versioni vendute a terzi operatori (basate sulle varianti S oppure B);
  - ES: versione S acquistata dalla Fuerza Aérea Ecuatoriana (10 esemplari);
  - EB: versione B per la Fuerza Aérea Ecuatoriana (2 esemplari);
  - OS: versione S acquistata dalla Royal Air Force of Oman (20 esemplari);
  - OB: versione B per la Royal Air Force of Oman, sono gli unici Jaguar biposto dotati di RWR (4 esemplari);
  - IS: versione S acquistata dalla Indian Air Force (35 esemplari costruiti dalla BAe ed altri 60 costruiti su licenza dalla Hindustan Aeronautics Limited);
  - IT: versione B per la Indian Air Force (5 costruiti dalla BAe e 10 dalla HAL);
  - IM: versione S per la Indian Air Force; munita di radar Agave nel muso conico e missili antinave Sea Eagle al pilone ventrale (12 esemplari);
  - SN: versione S acquistata dalla Nigerian Air Force (13 esemplari);
  - BN: versione B per la Nigerian Air Force (5 esemplari);
- Jaguar Active Control Technology: un GR.1 (XX765) reso instabile con l'aggiunta di zavorra nella fusoliera posteriore ed utilizzato per la sperimentazione di tecnologie fly by wire. Compì il primo volo dallo stabilimento Bae di Warton il 20 ottobre 1981 e nel 1984 venne modificato con l'aggiunta di estensioni dei bordi d'attacco alari per aumentarne l'instabilità. I risultati delle prove vennero utilizzati per lo sviluppo dell'Eurofighter Typhoon.

## Utilizzatori
Ecuador
- Fuerza Aérea Ecuatoriana

10 Jaguar ES e 2 Jaguar EB ordinati nel 1974, ritirati dal servizio nel 2003. Ulteriori 3 Jaguar GR1 ex RAF ricevuti nel 1991 per rimpiazzare le perdite.
 Francia
- Armée de l'Air

200 velivoli dal 1973 al 2005.
- - Jaguar A (160 monoposto)[10]
  - Jaguar E (40 biposto)[10]
  - Jaguar M (abbandonato, solo un prototipo fu costruito)[10]

 India
- Bhartiya Vāyu Senā

16 GR.1 e 2 T.2 ricevuti in prestito dalla RAF nell'estate del 1979, e restituiti tra il 1982 e il 1984 quando erano stati consegnati 35 Jaguar IS monoposto e 5 Jaguar IB biposto. 35 Jaguar IS monoposto e 10 Jaguar IB biposto furono ordinati nel 1979, seguiti nel 1982 da 31 Jaguar IS e 15 nel 1988. Ulteriori 17 Jaguar IB biposto ordinati nel 1998 e consegnati nel 2003, mentre un ultimo ordine per ultimo ordine per 20 Jaguar IS monoposto è stato effettuato nel 2006. Di questi, 130 esemplari sono stati aggiornati tra il 1996 al 2006 con il programma DARIN III, che prevedeva l'aggiornamento di strumentazione, avionica, armamenti e motori. Un ulteriore aggiornamento di 61 DARIN III (117 in carico all'ottobre 2017), che comporta l'installazione di un radar AESA, un nuovo calcolatore di missione ed altri aggiornamenti all'avionica, doveva essere completato nel 2017, ma si ritiene che gli aggiornamenti agli aerei non saranno completati fino al 2022. A luglio 2018 è stato comunicato che la IAF, per mantenere l'operatività dei suoi circa 120 aerei, riceverà dall'Armée de l'Air francese 31 Jaguar, dalla Al-Quwwat al-Jawiyya al-Sultaniyya al-'Umaniyya dell'Oman due Jaguar con otto motori e 3.500 pezzi di ricambio, mentre dalla RAF Regno Unito due Jaguar biposto e 619 pezzi di ricambio.
 Nigeria
- Nigerian Air Force

13 Jaguar SN e 5 Jaguar BN ordinati all'inizio del 1983, consegnati a partire dal 1984 e ritirati dal servizio nel 1991.
 Oman
- Al Quwwat al-Jawwiya al-Sultanya al-Omanya

10 Jaguar OS e 2 Jaguar OB ordinati nel 1974 e consegnati nel 1977 e nel 1978. Ulteriori 10 Jaguar OS e 2 Jaguar OB ordinati nel 1980 con consegne iniziate nel 1983. 1 Jaguar T2 ex RAF fu consegnato nel 1982, seguito nel 1986 da 1 Jaguar GR1. Tutti gli aerei furono ritirati dal servizio nel 2014.
 Regno Unito
- Royal Air Force

200 esemplari consegnati, in servizio dal 1973 al 2007.
- - Jaguar B (35 biposto, designazione interna: T.2, T.2A, T.2B, T.4)[10]
  - Jaguar S (165 monoposto, designazione interna: GR.1, GR.1A, GR.3, GR.3A)[10]

## Velivoli comparabili
- Mitsubishi T-2
- Mitsubishi F-1